# Jalal ad-Din Rumi

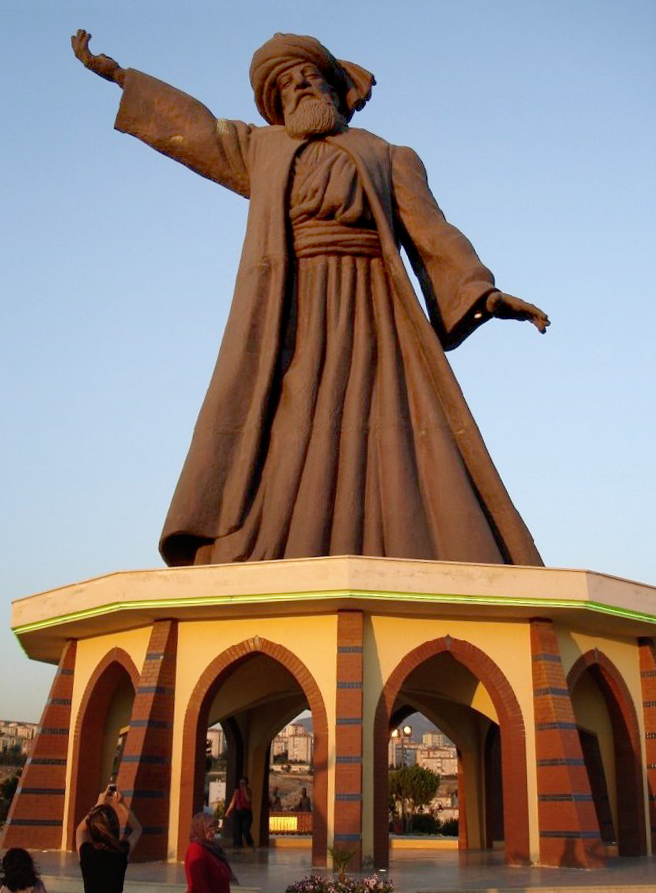
Standbeeld van Rumi in Buca, Izmir, Turkije

Mohamed (D)Jalal ad-Din (of al-Din) Balkhi Rumi of Roemi (Perzisch: مولانا جلال الدین محمدالبكري البلخي رومی) (Balch, 30 september 1207 – Konya,  Balkh 17 december 1273) was een filosoof en dichter van Perzische afkomst en soefi-mysticus.
Rumi is een van de belangrijkste personen uit de Perzische dichtkunst door zijn religieuze dichten die God prijzen. In religieuze kringen wordt hij ook wel Maulana of Mevlânâ (soms met toevoeging Balkhi naar zijn geboorteplaats) genoemd; dit betekent 'onze meester'. Een bekend werk van Rumi is de Masnavi. Rumi begon rond 1258 aan dit omvangrijke geschrift, maar kon het vanwege zijn overlijden in 1273 niet voltooien. De Masnavi bevat meer dan 25.000 verzen en wordt ook wel de Perzische Koran genoemd.
Rumi was een tijdgenoot van de soefi-mysticus Hadji Bektasj Veli en zijn leraar was de mysticus derwisj Sjems Tebrizi.

## Levensloop

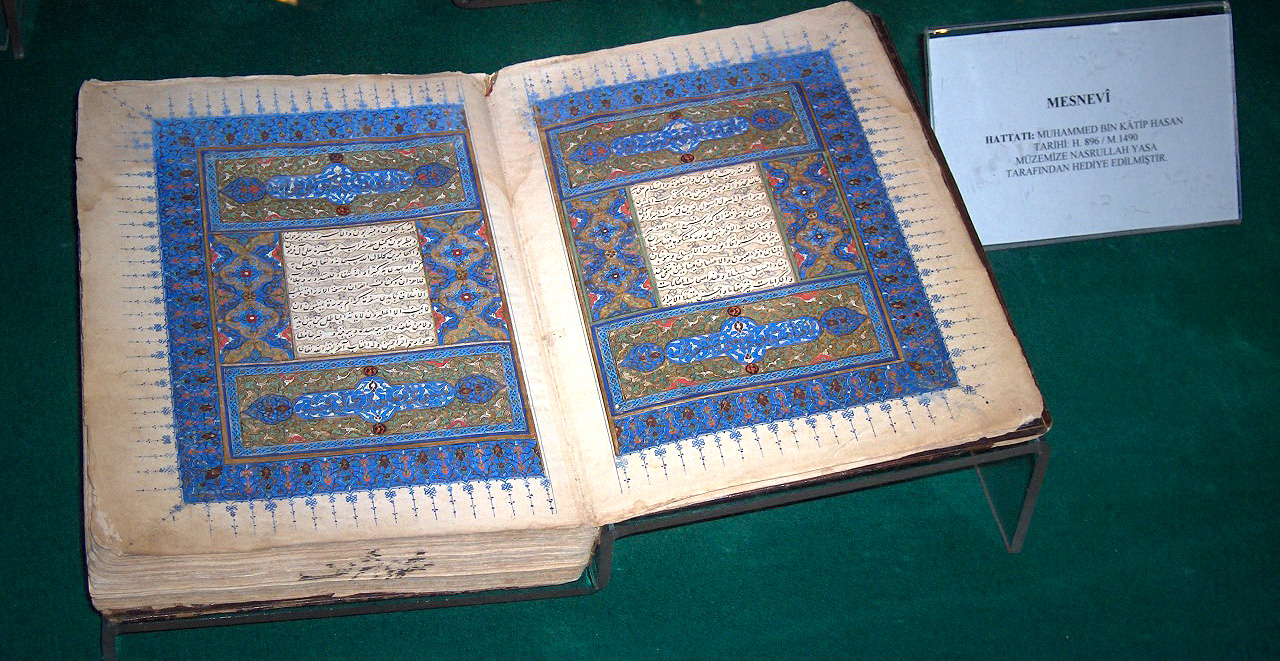
De Masnavi, het geschreven werk van Rumi

Rumi werd in 1207 geboren in de stad Balch (in het huidige Afghanistan) in de streek Khorasan in Chorasmië (destijds in handen van de Chwarizm-sjahs, die regeerden van de 11e tot de 13e eeuw).
Zijn vader Bahā ud-Dīn Walad was een navolger van de Perzische soefimysticus Achmed Ghazali. Volgens een vroege biografie zou zijn vaderlijke afstamming helemaal terug te voeren zijn tot kalief Aboe Bakr en zou zijn moeder Mu'mineh een dochter zijn geweest van sjah Mohammed van Choresmië. Het gaat hier echter vrijwel zeker om opsmuk die een verband zou moeten aantonen tussen Rumi zelf en andere belangrijke persoonlijkheden uit zijn tijd. Zijn vader voorzag volgens één versie de wraakactie van de Mongolen op Balch in 1219 nadat de sjah een aantal Mongoolse kooplieden ter dood had laten brengen, en vertrok iets eerder naar Mekka voor een pelgrimsreis, waardoor zijn gezin het bloedbad op de stad ontliep. Volgens andere versies ontvluchtte hij de ruzies tussen de Chorasmische leiders, die hij niet vertrouwde of vanwege onenigheid met hen. Vanuit Mekka voerde de tocht verder naar Anatolië, waar Rumi's moeder stierf in Laranda (nu Karaman); haar graf is nu een pelgrimsoord.
In Laranda trouwde Rumi met Gauhar Chatun, die net als hij een vluchteling uit het oosten was. Uiteindelijk belandde hij in de stad Konya in het huidige Turkije (Sultanaat van Roem).
Rumi was de leidende figuur van de soefibeweging in het middeleeuwse Konya. Hij filosofeerde met name over verdraagzaamheid. Hij ontwikkelde er onder andere de dans Sema en stichtte de derwisj-orde Mevlevi, een soefi-orde van mystici, religieuze dansers en muzikanten. In de dans draaien de zogeheten Semazen (wervelende derwisjen) om hun as, waarbij zij mediteren en de naam van God aanroepen.

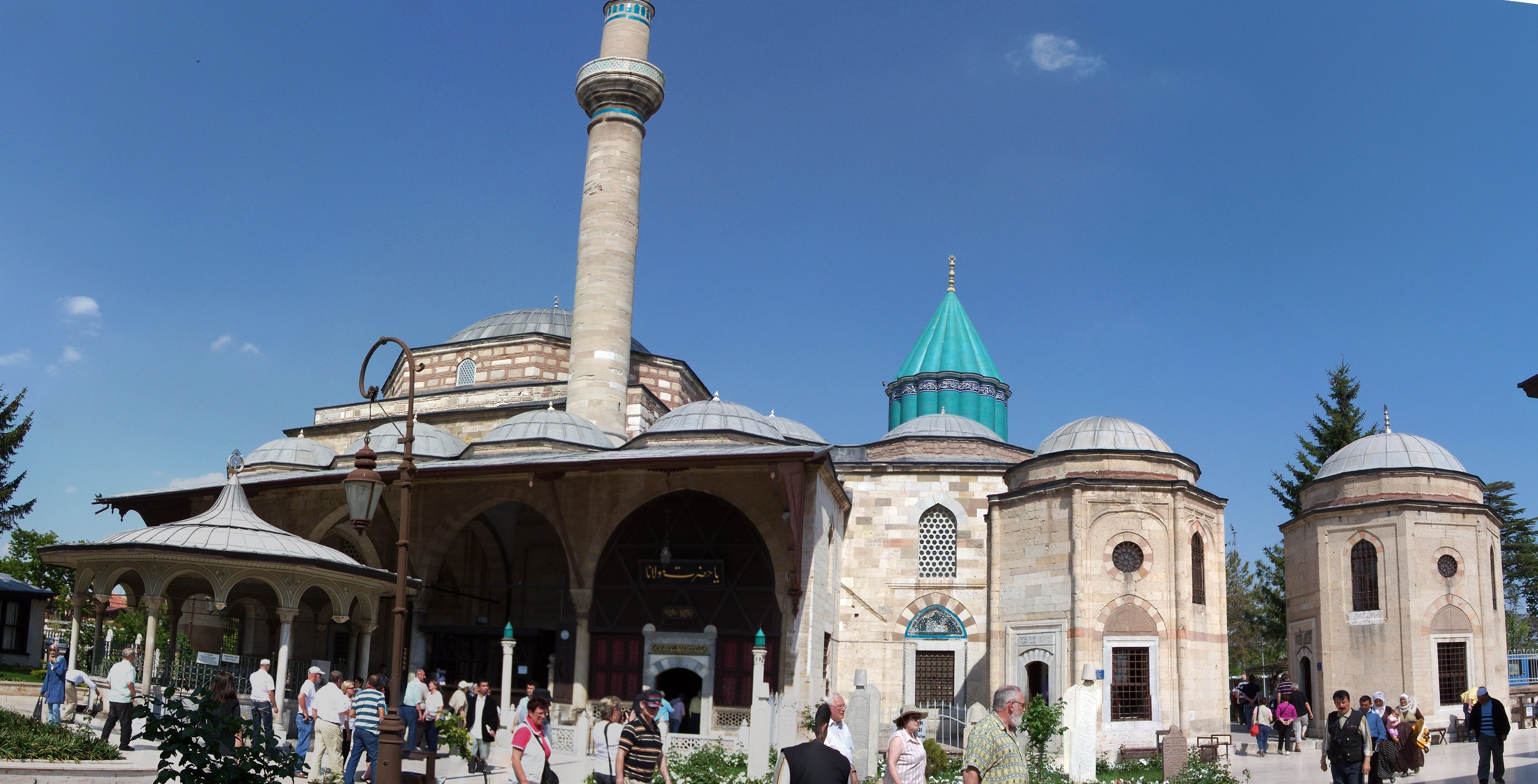
Het Mevlâna-mausoleum in Konya, Turkije

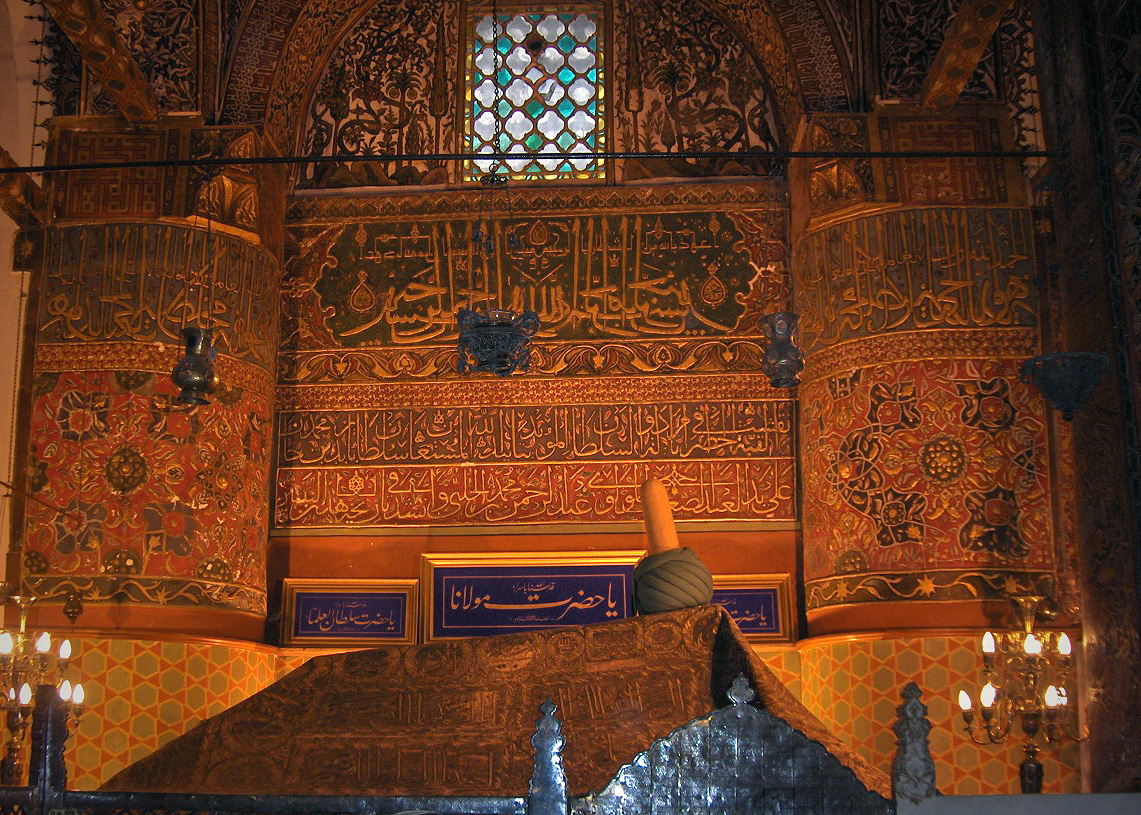
Graf van Jalal ad-Din Rumi
Mevlâna-mausoleum, Konya, Turkije

Bij zijn dood streden de joden, christenen en moslims van Konya om de eer hem naar zijn graf te mogen dragen. Zijn graf is nog steeds een heilige plaats voor volgelingen.

## 17 December
Jaarlijks wordt op 17 december, de nacht van Mevlana's dood, door duizenden mensen bij het Mevlana Mausoleum in Konya het feest Seb-i Arus gevierd, een herdenkingsdag gewijd aan zijn hereniging met zijn geliefde, het goddelijke.